# Jan Paleolog (syn Andronika)
Jan Paleolog (gr. Ἰωάννης Παλαιολόγος, ur. ok. 1419, zm. po 1423) – bizantyński książę.

## Życiorys
Był prawdopodobnie najstarszym synem despoty Tesaloniki Andronika i wnukiem cesarza Manuela II Paleologa. Po sprzedaży w dniu 13 września 1423 Tesaloniki Wenecjanom udał się wraz z ojcem na wygnanie. W 1428 roku został mianowany przez swego stryja Konstantyna XI Paleologa dowódcą fortów Pylos i Ithome w despotacie Mistry.